# Alsophila grevilleana
Alsophila grevilleana là một loài thực vật có mạch trong họ Cyatheaceae. Loài này được (Mart.) D.S. Conant mô tả khoa học đầu tiên năm 1983.